# Robert A. Metzger
Robert Alan Metzger (geboren am 21. Mai 1956 in Los Angeles, Kalifornien) ist ein amerikanischer Ingenieur und Science-Fiction-Autor.

## Leben
Metzger studierte Elektrotechnik an der UCLA, wo er auch promovierte. Er ist Spezialist für Halbleiter, insbesondere für die hier verwendeten Verfahren der Kristallzüchtung. Er arbeitete für die Hughes Research Laboratories und am Georgia Institute of Technology. Metzger ist Mitbegründer der Fachzeitschrift Compound Semiconductor und Autor zahlreicher wissenschaftlicher Artikel. Ab 2009 arbeitete er bei Kyma Technologies in Raleigh, North Carolina, ab 2012 als Technischer Direktor (CTO). Anfang 2015 ging er dort in den Ruhestand. Neben seiner beruflichen Arbeit schrieb er populärwissenschaftliche Artikel für das Magazin Wired und verfasste zusammen mit den Science-Fiction-Autoren Gregory Benford und Geoffrey A. Landis spekulative Studien über Raumfahrtantriebe und Geoengineering.
Bekannt ist er vor allem als Autor von Hard Science-Fiction. Seine erste SF-Erzählung An Unfiltered Man erschien 1987 in dem Magazin Aboriginal Science Fiction, wo er in Folge fast alle seiner Kurzgeschichten veröffentlichte und von 1989 bis 2003 Autor der Kolumne What If? war. 1991 erschien Metzgers erster Roman Quad World, in dem der Protagonist sich in eine Parallelwelt versetzt findet, die von den Überlebenden eines verheerenden Krieges und aus irdischer Geschichte und Legenden stammenden Avataren wie etwa Johanna von Orleans und Robin Hood bevölkert ist. In seinem zweiten Roman Picoverse (2002), der für den Nebula Award nominiert wurde, wird durch einen Fusionsexperiment mit Sonomak, einem innovativen Teilchenbeschleuniger, zufällig ein winziges Universum geschaffen, eine zeitbeschleunigte Kopie unseres Universums mit Kopien der Protagonisten, die in alternativen Geschichtsverläufen einer eigenen Agenda folgen. Hinzu kommen dann noch aus einer Überwelt – in der unser Universum auch nur ein Konstrukt ist – stammende Agenten, die in das Geschehen eingreifen.
Metzger ist ein aktives Mitglied der SFWA und schrieb von 1999 bis 2008 die Kolumne State of the Art für deren Zeitschrift SFWA Bulletin. 

## Bibliografie
Romane
- Quad World (1991)
- Picoverse (2002)
- CUSP (2005)

Kurzgeschichten
- An Unfiltered Man (1987)
- True Magic (1987)
- Instrument of Allah (1988)
- Eve and the Beast (1988)
- A Third Chance (1988)
- Unfit to Print (1988)
- In the Shadow of Bones (1989)
- A Symbiotic Kind of Guy (1989)
- Burn So Bright (1989)
- The Twisted Brat (1989)
- Self Similar (1990)
- Eyes of Chaos (1990)
- The Cubist and the Madman (1991)
- Behind (1992)
- Earl's Snack Utopia (1993)
- Planet of the Dolphins (1994)
- A Tin Tear (1994)
- Slab Town (1996)
- The Stars My Incarnation (2000)
- Bandwidth to Burn (2002)
- Polyhedrons (2005)
- Perchance to Dream (2005)
- Slip (2006)
- Geometry (2006)